# خطوط زان
خطوط زان (بالإنجليزية:  Lines of Zahn)‏ هي أحد سمات الخثرات (الجلطات)  التي تظهر بِخَاصَةٍ عند تشكل خثرات القلب أو الشريان الأبهر (الأورطي). تتميز خطوط زان بوجود طبقات متناوبة من الصفائح الدموية مختلطة مع فايبرين (بروتين ليفي). تلك الطبقات تكون مرئية بالعين المجردة وكذلك بواسطة المجهر وتظهر على هيئة طبقات من كريات دم حمراء داكنة اللون متناوبة مع أخرى لونها فاتح. تواجد خطوط زان يدل على وجود خثار (بالإنجليزية: Thrombosis)‏ حدث قبل الوفاة في موقع تدفق سريع للدم. تكون خطوط زان أقل وضوحاً في الأوردة أو الشرايين الصغيرة حيث يكون التدفق غير ثابت.
سُمّيت خطوط زان باسم عالم الأمراض الألماني الطبيب فريدريش فيلهلم زان (1845-1904 م).

## معرض الصور

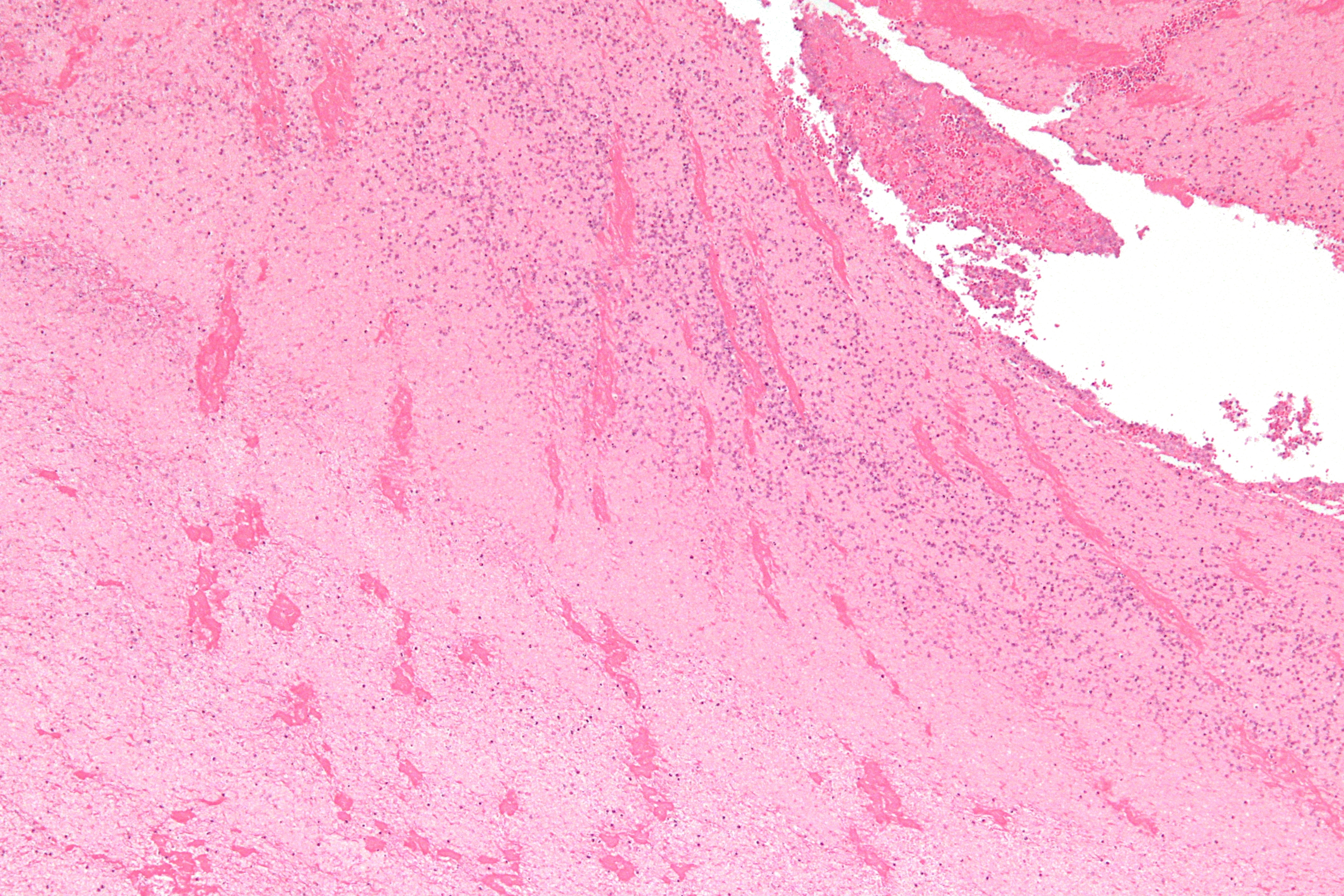
صورة مجهرية ذات تكبير  منخفض تُظهر عملية التصفيح (تكوّن الطبقات) في حالة انصمام رئوي مميتة. (صبغة الهيماتوكسيلين والأيوزين).
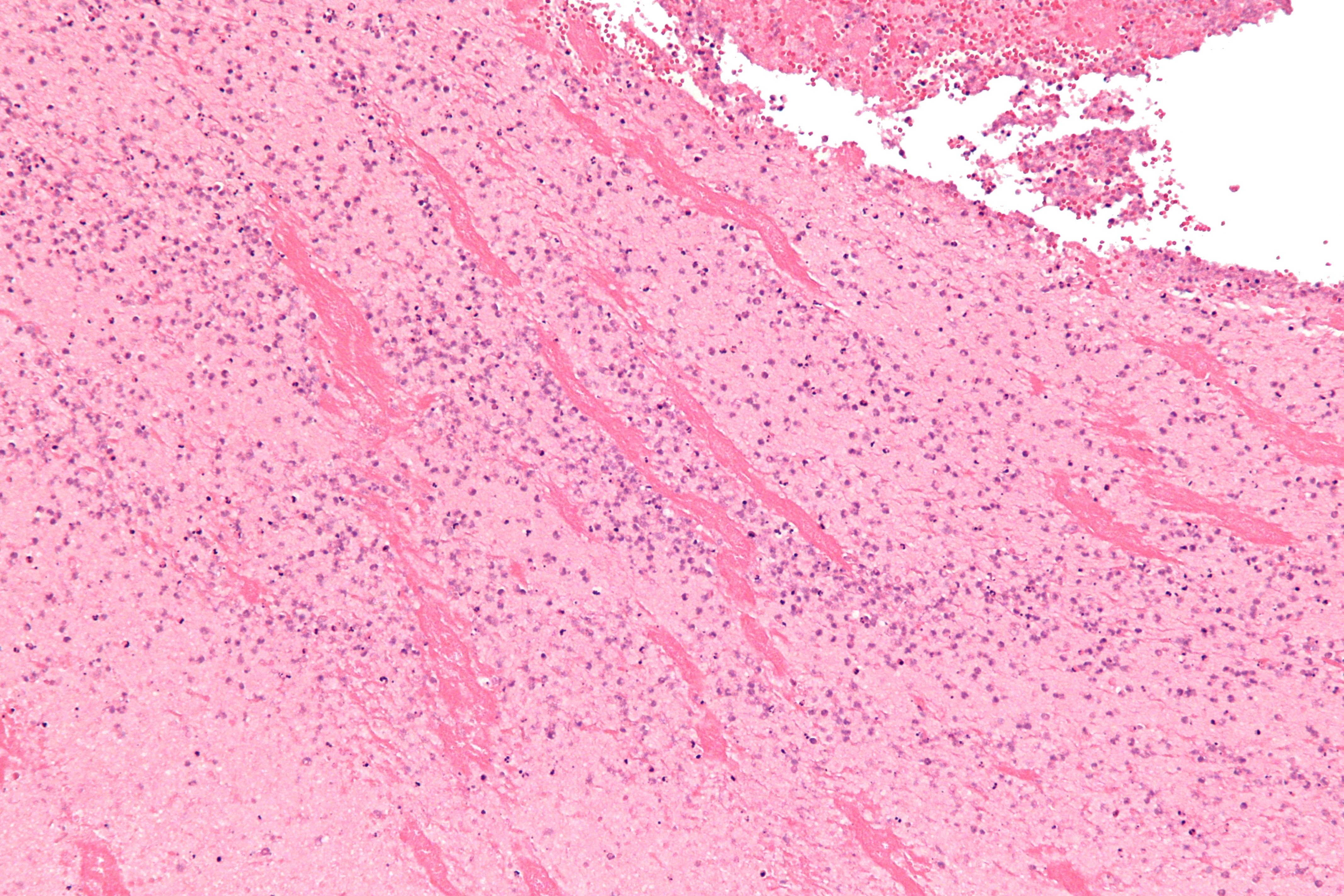
صورة مجهرية ذات تكبير  متوسط تُظهر عملية التصفيح (تكوّن الطبقات) في حالة انصمام رئوي مميتة. (صبغة الهيماتوكسيلين والأيوزين).
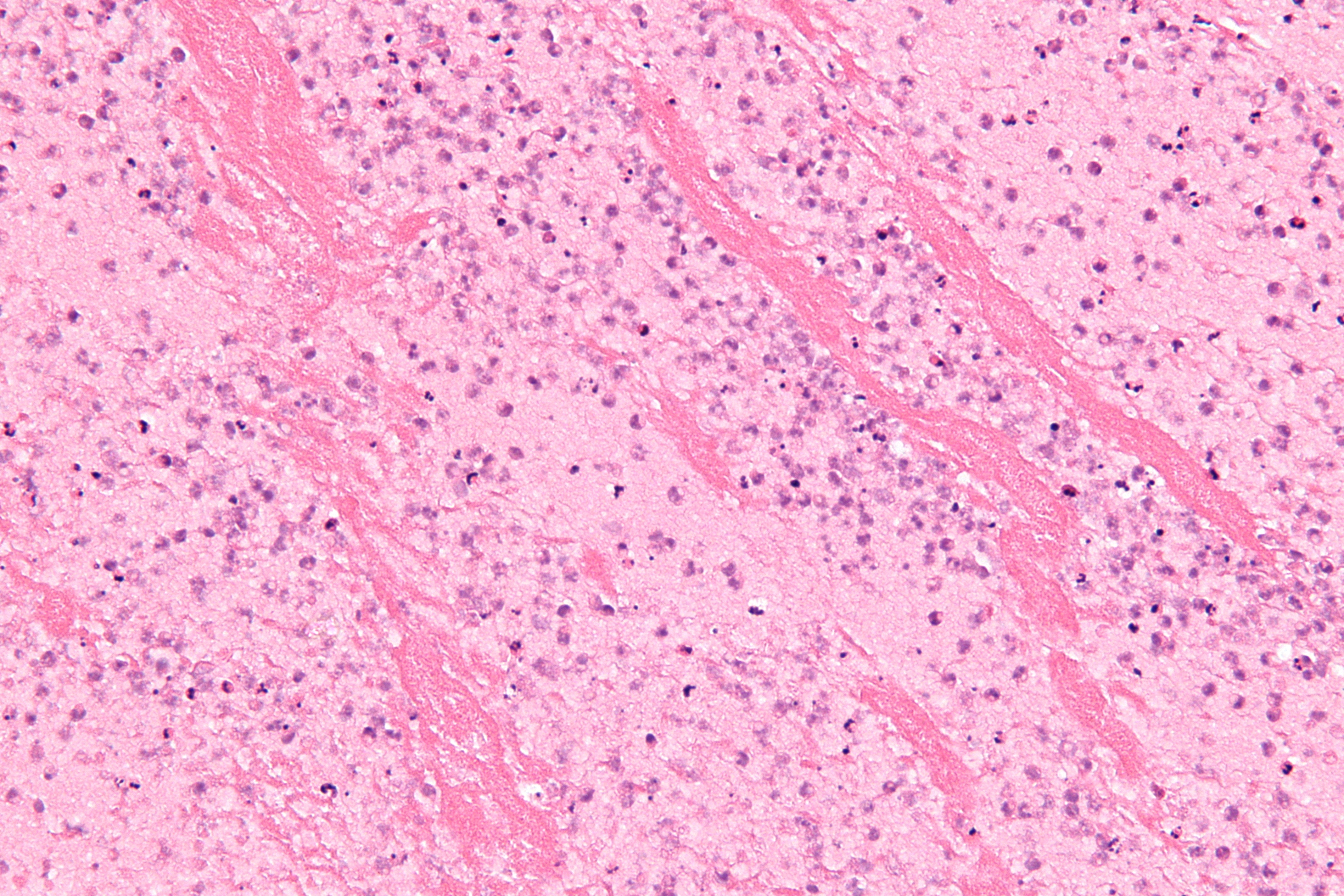
صورة مجهرية ذات تكبير  عال تُظهر عملية التصفيح (تكوّن الطبقات) في حالة انصمام رئوي مميتة. (صبغة الهيماتوكسيلين والأيوزين).
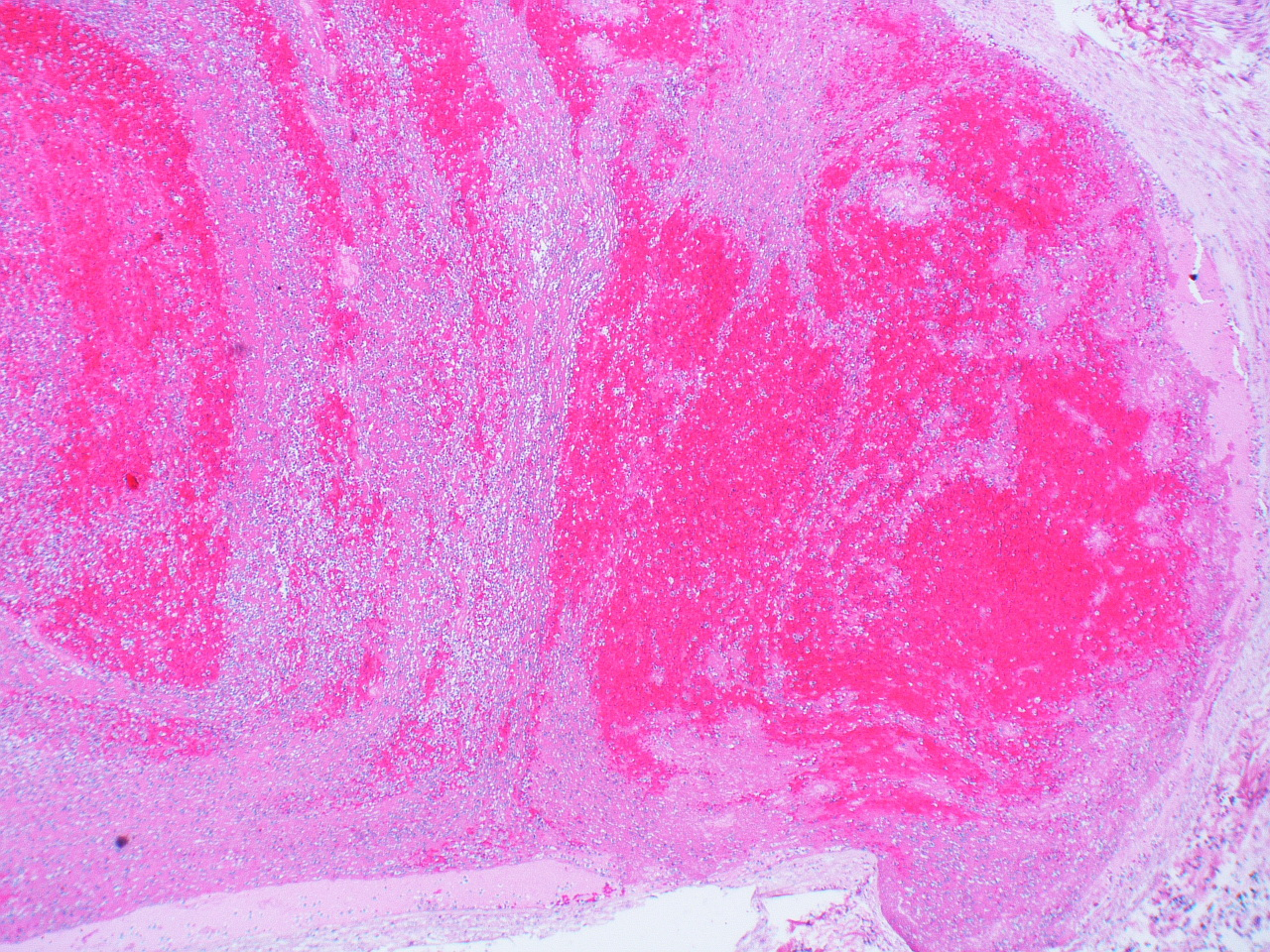
انْصِمامٌ خُثارِيّ رئوي حديث تُرى فيه خطوط زان ظاهرة بوضوح. المناطق ذات اللون الفاتح تتكون من الفايبرين والصفائح الدموية ، أما المناطق ذات اللون الأحمر فهى كريات الدم الحمراء.